# 쾰슈

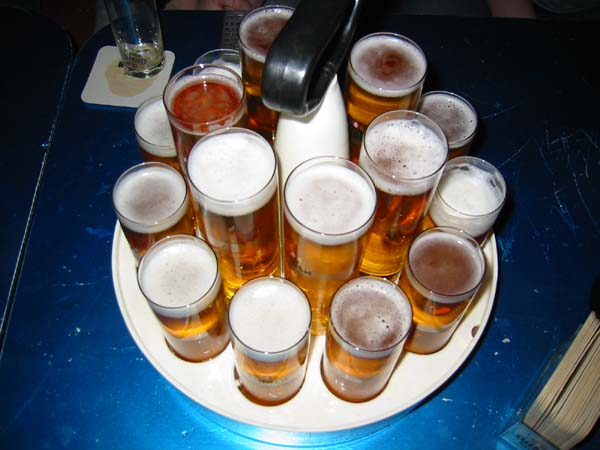
쾰슈

쾰슈(독일어: Kölsch)는 독일의 쾰른 지방에서 전통적으로 양조되는 맥주의 일종이다. 알코올 도수는 5% 전후이다.

## 같이 보기
- 크림 에일